# BRDM–2
A BRDM–2 (oroszul Боевая разведывательная дозорная машина [Bojevaja razvedivatyelnaja dozornaja masina], magyarul „harci felderítő járőr jármű”) 4×4 hajtásképletű, gumikerekes, úszóképes páncélozott felderítő jármű, amely a Szovjetunió és a Varsói Szerződés tag- és utódállamainak alapvető típusa lett. A jármű elterjedtségét mutatja, hogy legalább 38 ország (de inkább 50) tartotta, illetve tartja hadrendben napjainkban is. 
A BRDM–1 továbbfejlesztésével, annak leváltására tervezett jármű hatékonyabb, körbeforgatható toronyba beépített fegyverzettel és módosított, ABV-védelemmel ellátott belső térrel rendelkezik, amelyet vízsugárhajtóművel úszóképessé is tettek. Legtöbb változatát éjszakai irányzékokkal is felszerelték. A törzs középső részén, oldalanként 1-1 pár ún. mankókerék lett kialakítva, amelyek leeresztésével az esetleges útakadályok jobban leküzdhetőek. A mankókerekek láncok segítségével hajthatóak.
A jármű elejében foglalt helyet a vezető és mellette a járműparancsnok. Mindketten rendelkeztek felnyitható páncéllemezzel takart nyílásokkal, valamint periszkópokkal a harcmező jobb megfigyelésére, lábtereik között kapott helyet a csörlő. Mögöttük ült keresztirányban a rádiós-megfigyelő, aki 3-3 periszkópon keresztül figyelhette a jármű két oldalán a harcmezőt, valamint kezelte a rádiófelszerelést. A küzdőtér végében, a nagy kiterjedésű osztómű felett kapott helyet a torony, melyben egy 14,5mm-es nehézgéppuska és egy géppuska található. 
Kialakításánál fogva a torony korlátozott ergonómiájú, a kilátás korlátozott az optikákon keresztül, ráadásul nem alkalmas a repülőgépek és helikopterek elleni hatékony harcra. A torony mellett kétoldalt helyezkedtek el a tartalék lőszerrekeszek. A jármű hátuljában kapott helyet hosszanti elrendezésben a motor, mellette a segédberendezések és az üzemanyagtartály. A motor mögötti térben kétoldalt két leválasztott tárolótér kapott helyet, valamint a vízsugárhajtóműként funkcionáló, csőben elhelyezett hajócsavar, mely a hátsó tengely differenciálművének alulról nyitott teréből szívta a vizet egy rácson keresztül.
Bár kialakítása korszerű volt akkoriban, a torony korlátozott képességei, valamint a viszonylag nagy méret csökkentették hatékonyságát felderítőjárműként, ugyanakkor terepjáró és a korabeli járművekhez képest kiváló úszóképessége némileg ellensúlyozta hiányosságait. Jelentős hiányosságnak mondható a BRDM-1-hez képest is gyenge has- és tetőpáncél, mely miatt pl. aknákkal szemben rendkívül sebezhető a jármű.
A jármű bázisán számos változat és egyéb típus készült. Így vegyi-sugár-felderítő, Konkursz vagy Maljutka rakétákkal felszerelt páncéltörő, torony nélküli parancsnoki és propaganda (rádióadóval és hangszórókkal) páncélgépjárművek, számos civil-használatú átalakítás mellett is.
A Magyar Néphadsereg is hadrendbe állította, kis mennyiségben (kb. 40-50 db) napjainkban is szolgálatban áll a Magyar Honvédség csapatainál. Más ismert típusjelzése a BTR–40PB és a BTR–40P–2, gyári típusjelzése GAZ–41–08. Sorozatgyártása a Gorkiji Autógyárhoz (GAZ) tartozó Arzamaszi Gépgyárban (AMZ) folyt 1963–1989 között.

## Képek

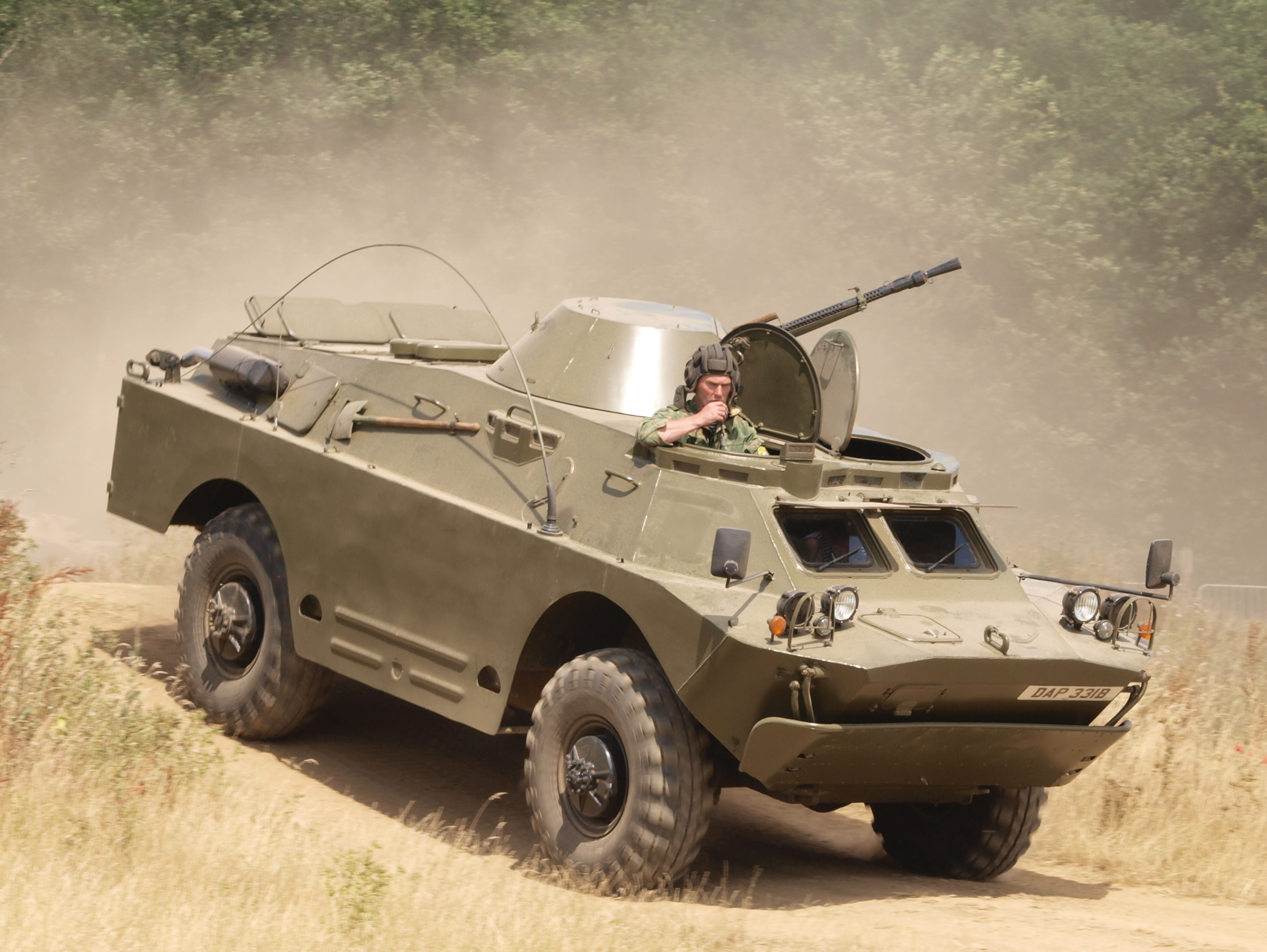
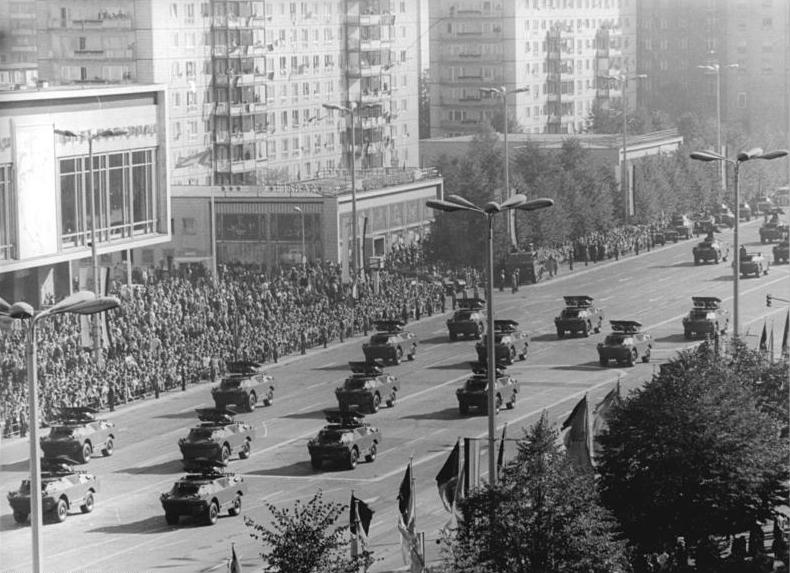
BRDM–2-k berlini felvonulása az NDK fennállásának 30. évfordulóján
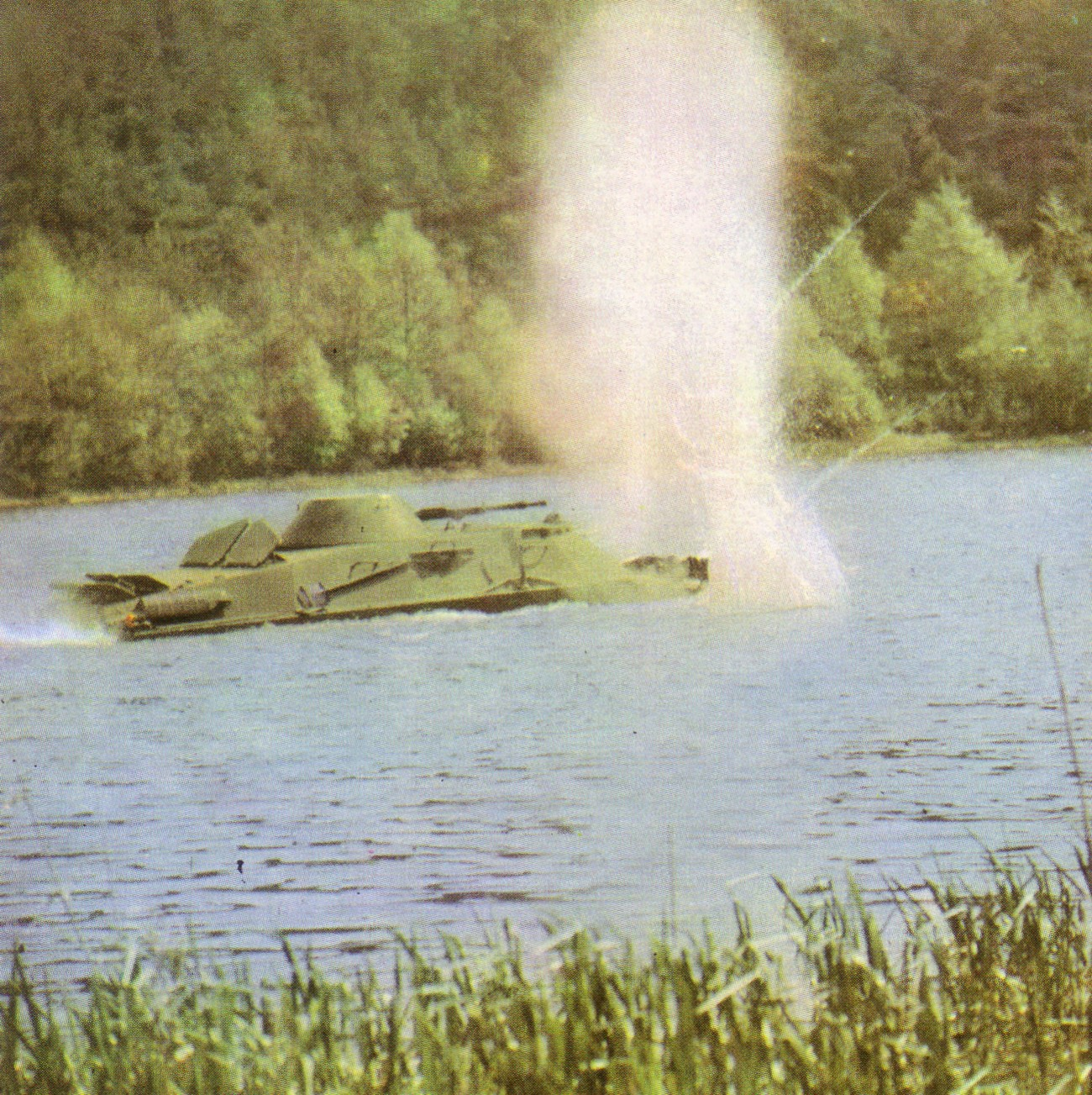
Egy BRDM–2 folyami átkelésen valahol Lengyelországban
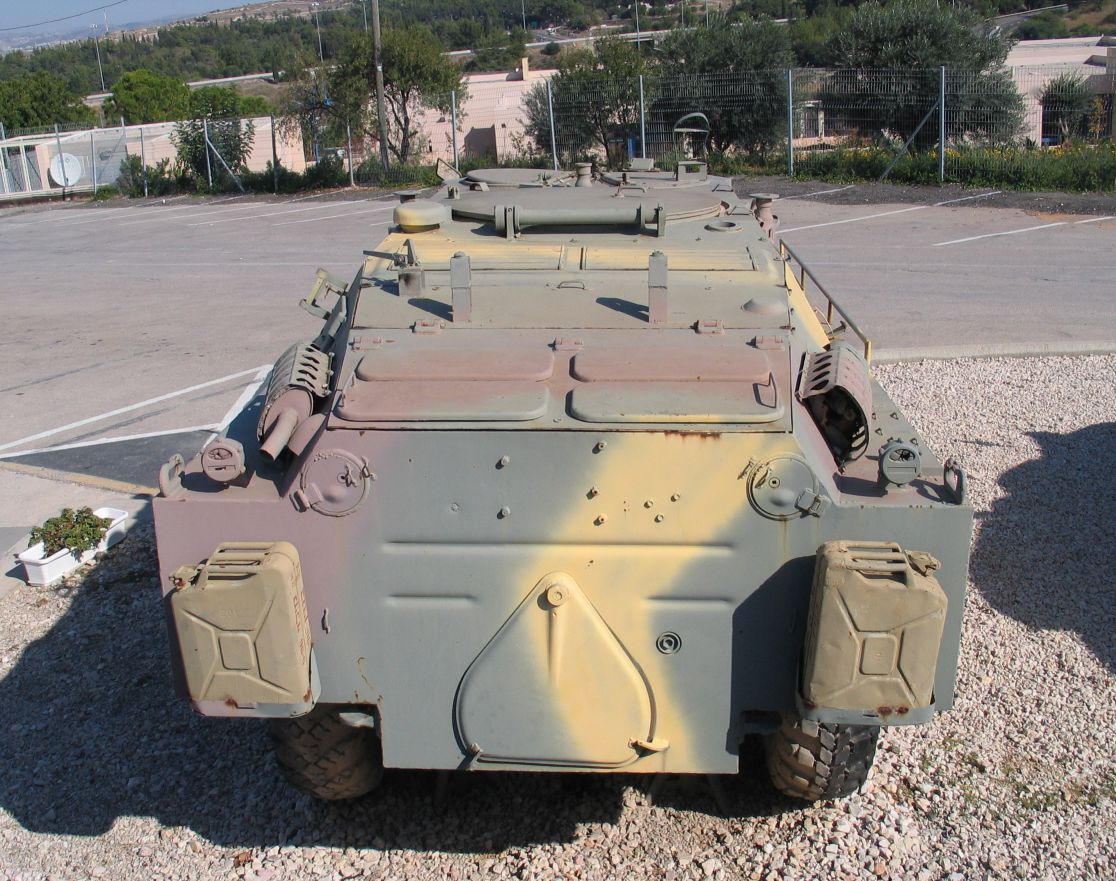
Egy torony nélküli, parancsnoki jármű a Latrun-i múzeumban. Jól megfigyelhető a középen elhelyezett vízsugárhajtómű takarófedele
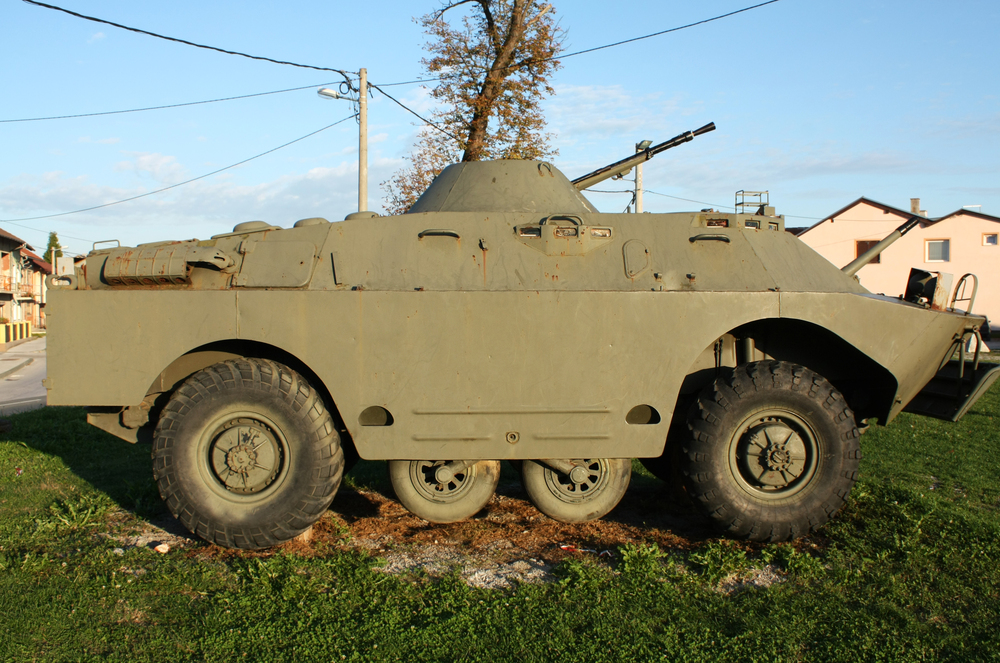
Egy BRDM–2 leeresztett mankókerekekkel

## Külső hivatkozások
- A Magyar Honvédség egyik kivont járműve a keceli haditechnikai parkban
- BRDM Walk Around-albumok a Promeportal.net-en
- Gary's Combat Vehicle Reference Guide
- BRDM-2 (BTR-40P-2) Armored Reconnaissance Vehicle – FAS.org
- BRDM–2 – Vif2.ru (oroszul)
- Részletfotók és rövid típusleírás – Armytech.com
- BRDM–2 9M14 Maljutkával felszerelve – Armytech.com
- Egy KFOR-ban is bevetett lengyel változat részletfotói
- Részletfotók – Tanksforsale.co.uk
- Részletfotók – Thetankmaster.com